# Pustki (Harta)
Pustki – część wsi Harta w Polsce położona w województwie podkarpackim, w powiecie rzeszowskim, w gminie Dynów.
W latach 1975–1998 Pustki administracyjnie należały do województwa przemyskiego